# Route historique des trésors des Charentes
 (septembre 2021).
Si vous disposez d'ouvrages ou d'articles de référence ou si vous connaissez des sites web de qualité traitant du thème abordé ici, merci de compléter l'article en donnant les références utiles à sa vérifiabilité et en les liant à la section « Notes et références ».
La route historique des trésors des Charentes ou simplement Trésors des Charentes, anciennement de Saintonge et d'Aunis, est un circuit touristique de France couvrant la Charente-Maritime, qui permet de visiter 30 monuments publics et privés, représentatifs de l'art civil, militaire et religieux et couvrant près de 4 000 ans d'Histoire de la Saintonge et de l'Aunis.

## Histoire
L'association est fondée en 1977 au château de Crazannes[réf. nécessaire] sous le nom de route historique des trésors de Saintonge et d'Anis. En automne 2023, elle devient la route historique des trésors des Charentes en s'élargissant au département de la Charente, une convention étant signée avec Charentes Tourisme. À ce moment, 160 personnes sont employées sur les différents sites.

## Présidents
- 1978 : Jacques Texier (château de Dampierre-sur-Boutonne)
- 1982 : Jacques Badois (château de la Roche-Courbon)
- 1992 : Jean-Louis Hédelin (château de Dampierre-sur-Boutonne)
- 2002 : Gérard Boutinet (abbaye de Fontdouce)
- 2014 : Christine Sebert-Badois (château de la Roche-Courbon)[3].

## Sites

### Châteaux
- Château de la Roche-Courbon
- Château de Panloy
- Château de Dampierre-sur-Boutonne
- Château de Crazannes
- Château de Saint-Jean-d'Angle
- Château de Buzay
- Château de Jonzac
- Château de Beaulon
- Château de Neuvicq-le-Château
- Château d'Usson
- Château de Cognac (pourtant historiquement en Angoumois)

### Monuments religieux
- Prieuré de Trizay
- Abbaye de Fontdouce
- Abbaye royale de Saint-Jean-d'Angély
- Église Saint-Pierre-de-la-Tour d'Aulnay
- Abbaye aux Dames de Saintes
- Abbaye de Sablonceaux

### Musées
- Halle aux Vivres à Brouage
- Maison Champlain à Brouage
- Trésors de Lisette
- Musée des Commerces d'autrefois
- Musée Hèbre de Saint-Clément
- Musée de Royan
- Écomusée du cognac de Migron
- Musée du Nouveau Monde à La Rochelle
- Musée d'Art et d'Histoire de Cognac (pourtant historiquement en Angoumois)

### Monuments historiques
- Donjon de Pons
- Centre historique de Surgères
- Fort Louvois
- Brouage
- Amphithéâtre de Saintes
- Royan, ville d'art et histoire
- Grottes du Régulus
- Site gallo-romain de Barzan
- Hôpital des pèlerins de Pons

## Identité visuelle

Évolution du logotype
Logotype entre 2017 et 2023, du temps de l'ancienne dénomination Route historique des trésors de Saintonge et d'Aunis.
Logotype depuis 2023, sous la dénomination actuelle Route historique des Charentes.